# Museo Virtual de la Guerra Civil Española
Museo Virtual de la Guerra Civil Española  es una plataforma que facilita un espacio histórico, visual y educativo sobre la guerra civil de España que ofrece una explicación global del conflicto desde una variedad de perspectivas interdisciplinarias que incluyen la historia, la arqueología, las humanidades digitales y los estudios literarios y culturales.

## El proyecto
El proyecto del Museo Virtual de la Guerra Civil Española fue creado en septiembre de 2022 por un equipo de investigadores internacionales. 
Esta desarrollado y codirigido por el profesor de historia de la Universidad de Trent, Dr. Antonio Cazorla-Sánchez, el proyecto reúne a académicos y expertos de Trent, la Universidad de York , el SSHRC y la Universidad de Warwick , así como la Embajada de España en Canadá  y el Ministerio de Cultura  y Deporte de España.
El museo es una iniciativa de los profesores Adrian Shubert, de la Universidad de York, y Antonio Cazorla-Sánchez, de la Universidad de Trent, ambas en Canadá. Alison Ribeiro de Menezes, de Estudios Hispánicos de Warwick, forma parte del equipo del museo, junto con el historiador Joan María Thomàs (Universidad Rovira i Virgili ), el arqueólogo Alfredo González-Ruibal (Consejo Superior de Investigaciones Científicas de España ) y los especialistas digitales Andrea Davis (Universidad Estatal de Arkansas ) y Dwyane Collins (Universidad de Trent).

## Objetivos
Su objetivo es crear un espacio de acceso público para explorar y preservar la historia y la memoria de la Guerra Civil Española. El museo cuenta actualmente con cinco salas: “Estallido de la guerra y evolución del conflicto”, “Contexto internacional”, “Los frentes internos”, “Vida cotidiana en el frente” y “Memoria”.

## Estructura
Dirigido por los principales expertos de América del Norte sobre la historia contemporánea de España. 

## Fondos
El museo ha recibido apoyo internacional de socios institucionales, la Embajada de España en Canadá, así como más de $30,000 en financiación del Consejo de Investigación en Ciencias Sociales y Humanidades de Canadá a través de una subvención Connections.
Innovado y alojado a través de la Biblioteca Bata de la Universidad de Trent.
Parte de la contribución en especie de la Universidad de Trent al proyecto incluyó el apoyo de la Biblioteca y los Archivos para desarrollar y albergar el museo virtual, un ejemplo del papel que pueden desempeñar las bibliotecas y los archivos como recurso de información y movilizador de conocimientos. Esto permitió que el proyecto se beneficiara de la experiencia de la Biblioteca en áreas como metadatos , colecciones digitales y tecnología, con académicos e instituciones de memoria a nivel internacional.